# Бразильський карнавал
Бразильський карнавал (порт. Carnaval, походить від слова «м'ясний») — щорічний фестиваль в Бразилії, що проводиться за 40 днів до Великодня і відзначає початок Великого посту. 
Бразильський Карнавал є найбільшим народним святом країни, та має деякі відмінності від карнавалів як у Європі, так і в інших країнах Латинської Америки. Крім того, існують регіональні варіації карнавалу в самій Бразилії.

## Історія
Бразильський карнавал взяв початок від португальської масляної — вуличних розваг, під час яких пустуни обливали один одного водою, обсипали борошном і сажею, кидалися тухлими яйцями і т. д. Португальська масляна відбувалась напередодні Великого посту за католицьким календарем, тобто періодом спокути, що символізувало звільнення — саме цей аспект був сприйнятий карнавалом.
Завезена до Бразилії у [XVII] столітті португальська масляна у [XIX]столітті сприйняла вплив карнавалів інших європейських країн — Італії та Франції. Саме тоді маски, фантастичні костюми і такі персонажі як П'єро, Коломбіна (Мальвіна) та Король Момо (веселий товстун) прийшли на бразильське свято. У цей же період з'являються перші «блоки» (blocos — святкові групи вишикувані прямокутником), «мотузки» (cordoes — святкові групи вишикувані верверчою) і «корсари» (corsos — святкові групи стилізовані під піратів), а також паради прикрашених автомобілів. 
Відтоді свято набирає сили і сягає практично всіх куточків Бразилії. Рік за роком стають багатшими танці й пісні, з'являються нові наспіви і ритми, як наприклад славнозвісні маршики. У 1928 році у Ріо-де-Жанейро виникає перша школа танцю самби під назвою «Дай Скажу» (Deixa Falar). Створена танцівником самби Ісмаелем Сілвою, її пізніше перейменували на «Естасіо ду Са» (Estacio do Sa), за іменем засновника Ріо-де-Жанейро. 
З Ріо традиція карнавальних парадів шкіл самби поширилася на інші міста й особливо прижилася в Сан-Паулу. Однак не зникла й традиція вуличного карнавалу, в якому можуть брати участь всі охочі. Вона збереглася на північному сході Бразилії, в основному у містах Ресіфе і Олінда, де виділяються «фрево» (frevo) і «маракату» (maracatu). У Салвадорі використовують так звані «тріос елетрікос» (прикрашені вантажівки з музиками), вуличні «блоки», такі як «Афоше Фільос де Ганді» (Afoxe Filhos de Ghandi) — групи, стилізовані під прихильників вчення індійського філософа Ганді), та негритянські «блоки» - такі як «Олодум» (Olodum) та «Іле Ає» (Ile Aye — Дім Життя), які мають африканське міфологічне коріння.